# El Pichón
El Pichón är en ort i Mexiko.   Den ligger i kommunen Tepic och delstaten Nayarit, i den centrala delen av landet, 600 km väster om huvudstaden Mexico City. El Pichón ligger 764 meter över havet och antalet invånare är 278.
Terrängen runt El Pichón är huvudsakligen kuperad, men söderut är den bergig. Runt El Pichón är det ganska tätbefolkat, med 199 invånare per kvadratkilometer. Närmaste större samhälle är Tepic, 7,6 km sydost om El Pichón. I omgivningarna runt El Pichón växer i huvudsak städsegrön lövskog.